# 허블링엔역
허블링엔역(Herblingen railway station)은 스위스 샤프하우젠주와 허블링엔의 옛 마을에 있는 기차역으로, 현재는 샤프하우젠시의 일부이다. 역은 스위스에 있지만, 바젤과 징엔을 연결하는 도이치반의 하이라인 철도 노선에 있다. 2017년에 바로 옆에 LIPO 파크 샤프하우젠이 개장하기 위해 역 인프라가 개선되었다.

## 운행편
2020년 12월 시간표 변경에 따라 허블링엔에서 다음 서비스가 정차한다.
- RB : 샤프하우젠과 징엔(Hohentwiel) 사이를 30분 간격으로 운행한다.
- 취리히 S-반 S24 : 타인겐과 추크 사이를 매시간 운행한다.